# S.E.A. Aquarium Singapore
Het S.E.A. Aquarium in Singapore is een groot openbaar aquarium op het eiland Sentosa. Het opende zijn deuren op 22 november 2012 en is een onderdeel van het Marine Life Park resort. Het S.E.A. Aquarium was tussen 2012 en 2014 het grootste aquarium ter wereld op basis van totaal watervolume. In 2014 opende Chimelong Ocean Kingdom in China dat tot 2023 de wereldrecordhouder was. Het S.E.A. Aquarium heeft een totaal volume van 45 miljoen liter water voor zo'n 100.000 dieren van meer dan 1000 soorten. Het bestaat uit 9 delen met bijna 50 verschillende aquariumtanks. De bekendste hiervan is de Open Ocean tank met 18 miljoen liter water. Dit aquarium huisvest onder andere rifmanta's en vele soorten haaien.
Met een gemiddeld aantal van 19 miljoen bezoekers per jaar is het S.E.A. Aquarium een van de best bezochte aquariums ter wereld.

## Collectie
Het S.E.A. aquarium in Singapore heeft een erg ruime collectie van zeedieren. Doorheen de verschillende aquariumtanks kan de bezoeker vele soorten aantreffen. Zo kan men een groep langbektuimelaars zien van onder water. Andere trekpleisters in de collectie zijn geschulpte hamerhaaien, Japanse reuzenkrabben, zilverpunthaaien, rondbekkegroggen, bultkoppapegaaivissen en natuurlijk de mantaroggen. Tot 2021 huisveste het aquarium ook de enige Aetomylaeus vespertilio ter wereld in gevangenschap.
Het aquarium staat tevens bekend voor het houden van moeilijke en zeldzame vissoorten. Zodoende kunnen speciale soorten zoals spookhaaien worden aangetroffen. Verder ook de tijgerkeizersvis, gebandeerde keizersvis, doosvissen, zeedraakjes, de Spaanse vlag en vele andere vissen die binnen de aquariumhobby als zeer zeldzaam beschouwd worden.

## Attracties
Het aquarium splitst zich op in 9 delen of themagebieden:
| Naam                       | Beschrijving |
| -------------------------- | --- |
| Schipbreuk-aquarium        | Hier vinden we vissen aan in een zeer groot schipbreuk-aquarium. Het omvat voornamelijk schoolvissen zoals horsmakrelen uit Aziatische zeegebieden. Het aquarium omvat zo'n 4 miljoen liter water en een scheepswrak ligt centraal in de bak. De Straat Karimata en Javaanse zee is de focus in dit themagebied. |
| 'School of fish'           | Hier vinden we kleinere aquariums aan voor lokale soorten, met onder andere zeepaardjes. Er is hier tevens een Touch Pool, een concept waarbij bezoekers de mogelijkheid krijgen vissen en andere dieren aan te raken. De focus ligt hier op de Straat Malakka en Andamanse Zee. De bezoeker krijgt in dit themagebied ook een kijk op het grote cilindervormige koraalaquarium (Coral Garden). Dit zijn echter geen levende koralen, die kunnen pas later in het aquarium worden aangetroffen. |
| Oceaan-diversiteit         | In dit gebied vinden we bedreigde planten en dieren uit onder meer de Golf van Bengalen. We treffen hier onder meer ook de Japanse reuzenkrabben aan. Ook kunnen hier de dolfijnen bezichtigd worden. Er is hier tevens een expositie voor kwallen neergezet. |
| Open zee (Open Ocean tank) | Dit is de grootste aquariumtank met zo'n 18 miljoen liter water. Hier zwemmen naast de manta's ook zebrahaaien, pijlstaartroggen, reuzentandbaarzen, adelaarsroggen en vele andere soorten. Voor dat ook dit record in handen viel van het Chimelong Ocean Kingdom aquarium in China had het S.E.A. aquarium hier het grootste aquariumraam ter wereld. |
| Gekke vissen               | In dit themagebied kunnen we vreemde soorten aantreffen die zich zo naar hun omgeving hebben aangepast. Onder meer de spookhaaien en zeedraakjes zijn hier te vinden. |
| Koralen                    | Hier treffen we het levend koraal aan in het aquarium, dit is een van de grootste collecties ter wereld. Meer dan 100 soorten steenkoraal en 20 soorten zacht koraal zijn hier vertegenwoordigd. De kweek kan ook worden bewonderd hier. |
| Toproofdieren van de zee   | Dit is na de Open Ocean tank het grootste aquarium in het gebouw. Het is volledig toegewijd aan haaien, met meer dan 10 soorten die hier worden voorgesteld aan het publiek. De ernstig bedreigde hamerhaaien kunnen hier ook worden aangetroffen. |
| Aquatische ecosystemen     | De focus ligt hier meer op dieren uit tropische regenwouden, we treffen hier onder andere pijlgifkikkers aan. |
| Natuurbescherming          | Het laatste themagebied zet de bescherming van de oceanen en zijn inwoners centraal. Kinderen kunnen hier op een interactieve manier bijleren en opnieuw is een aanraakbasin of Touch Pool voorzien. |

## Galerij

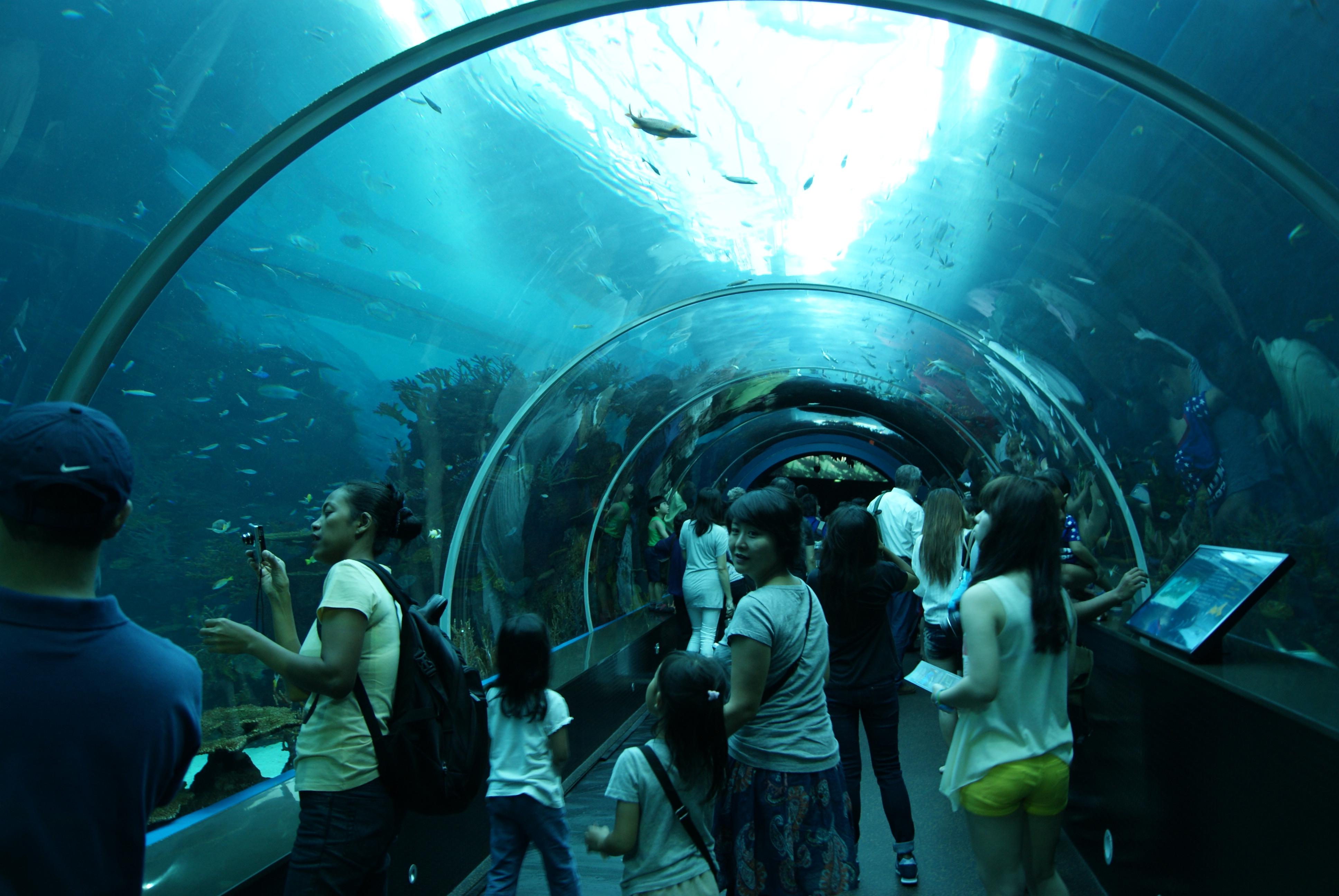
Een onderwatertunnel door een van de aquaria.
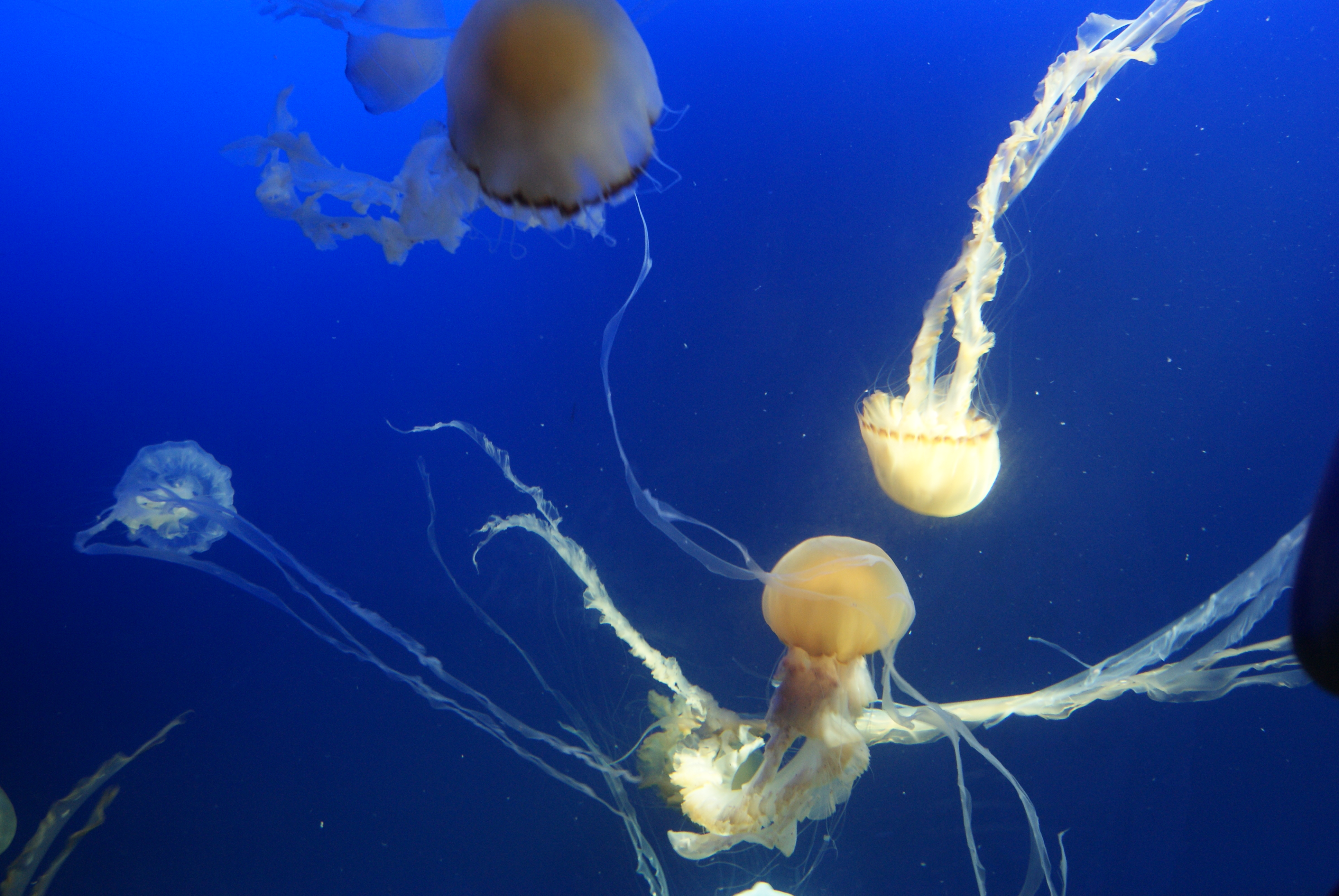
Aquarium met zeenetels (kwallen).
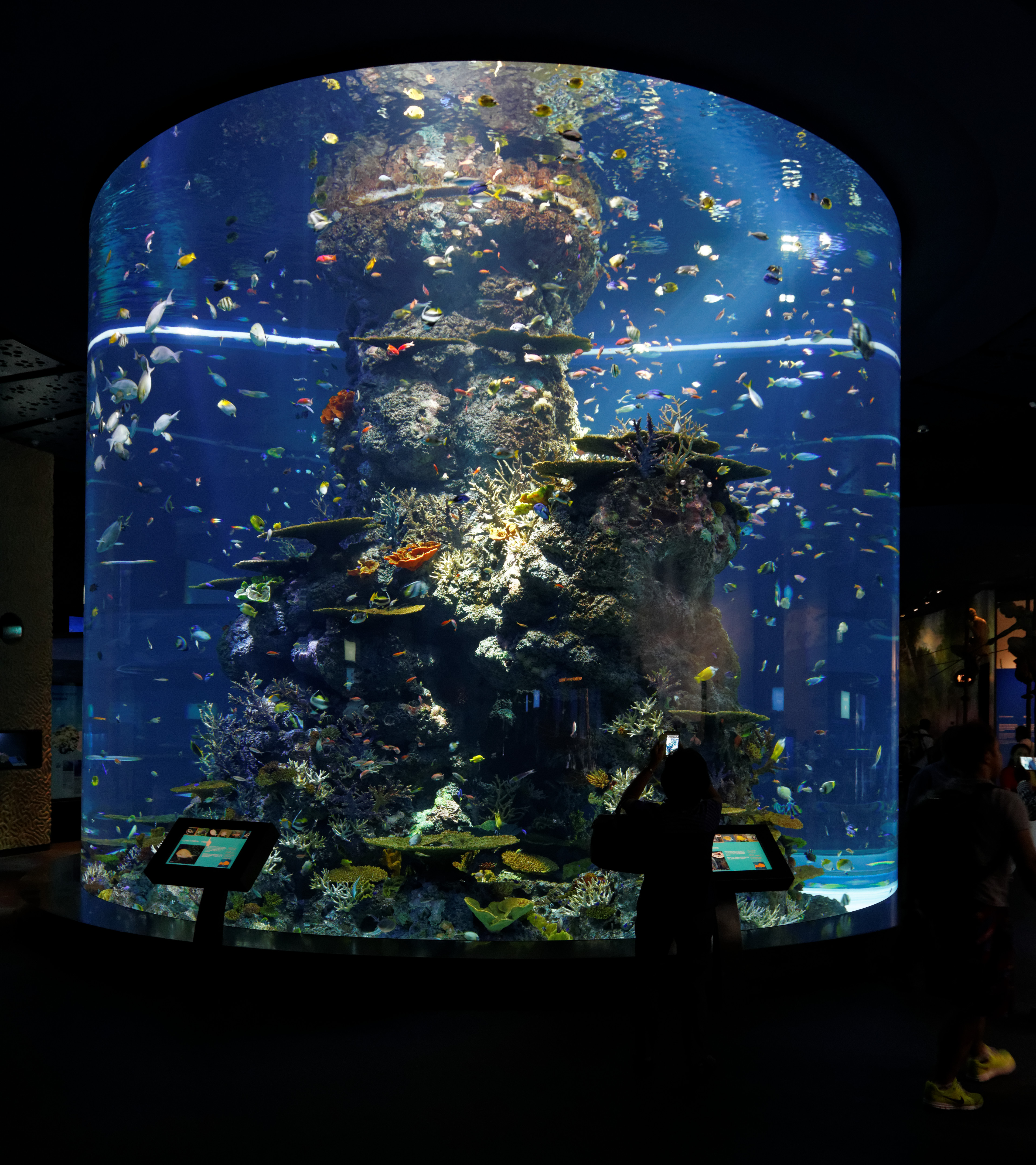
Coral Garden
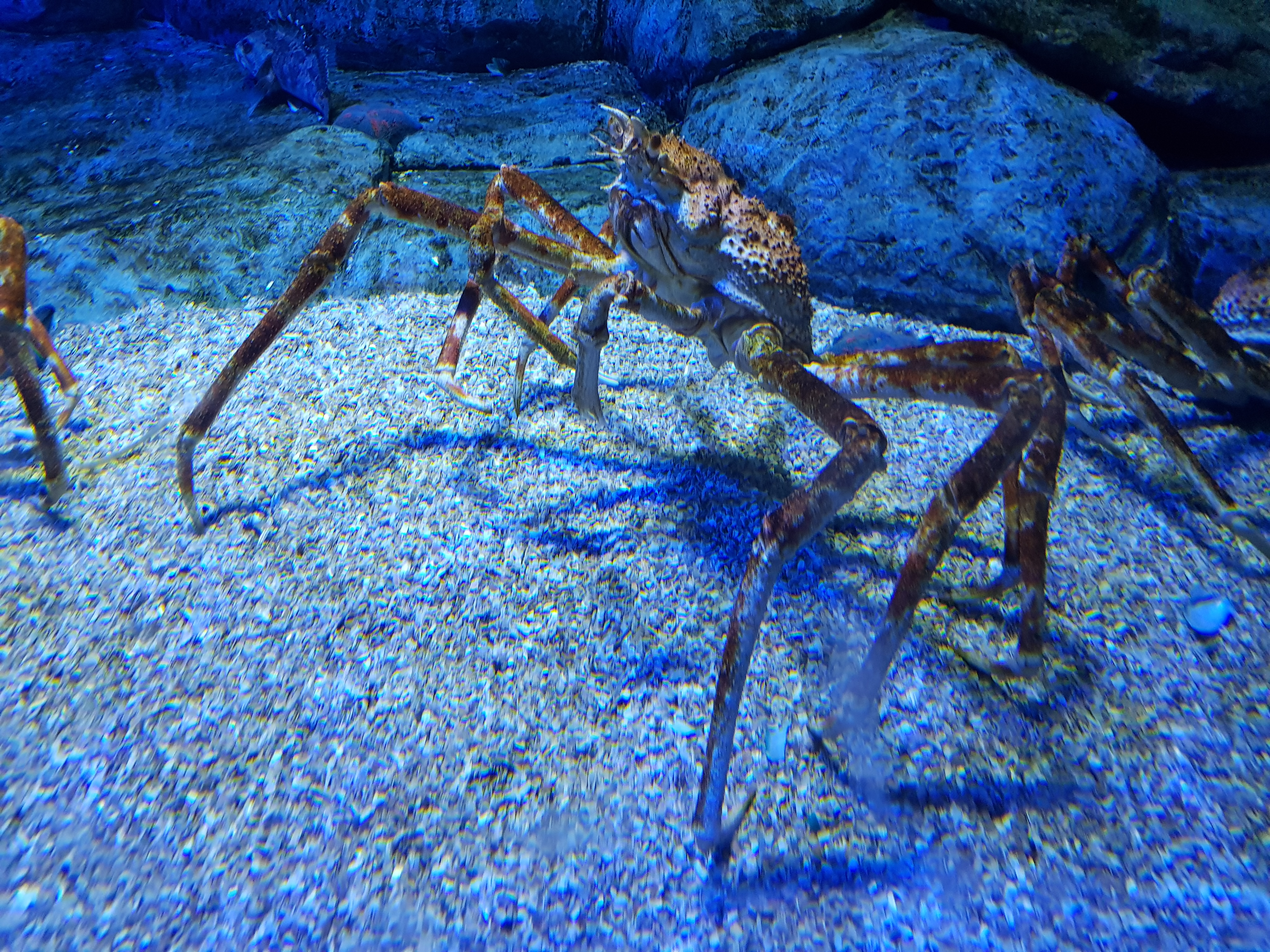
Japanse reuzenkrab.
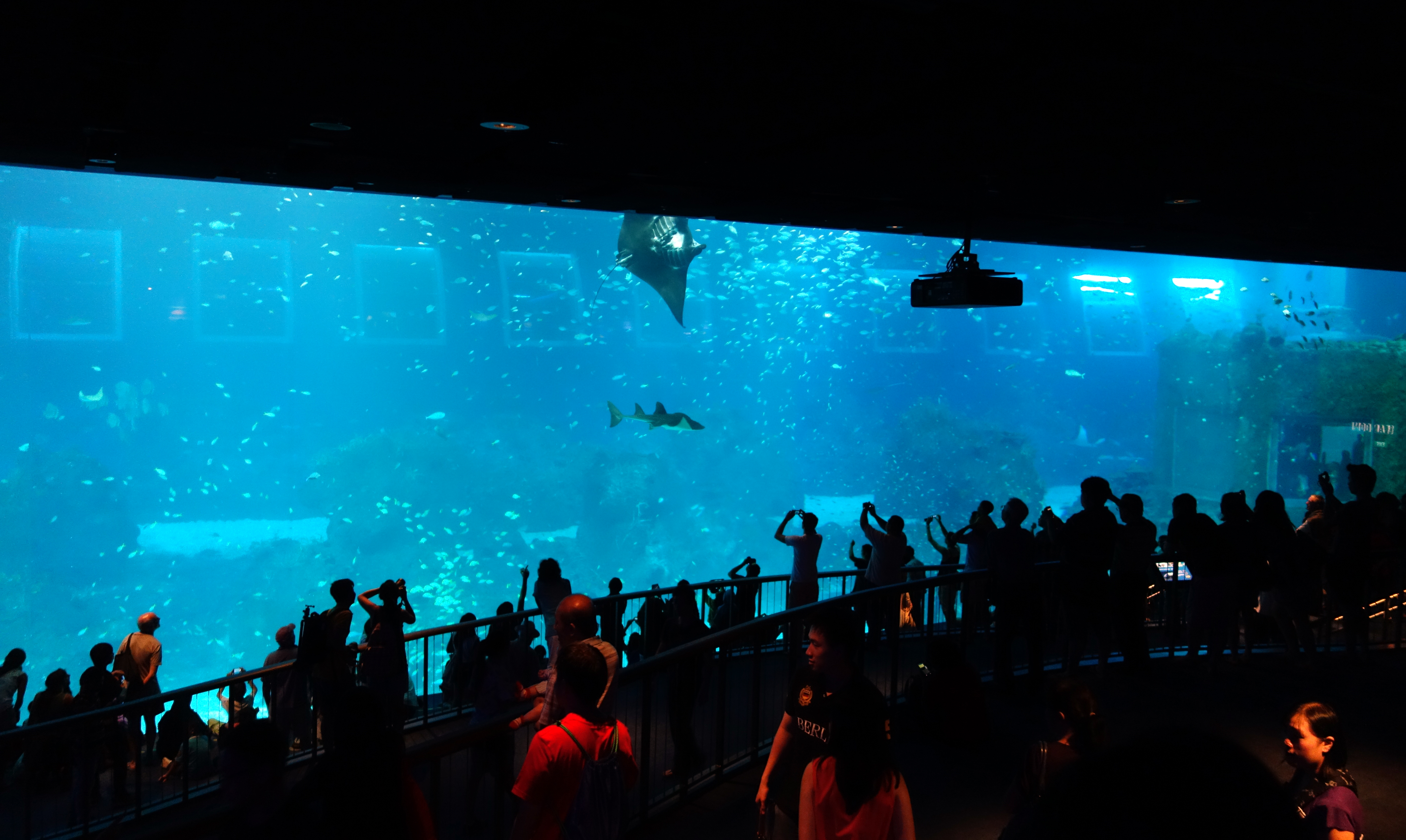
Open Ocean tank
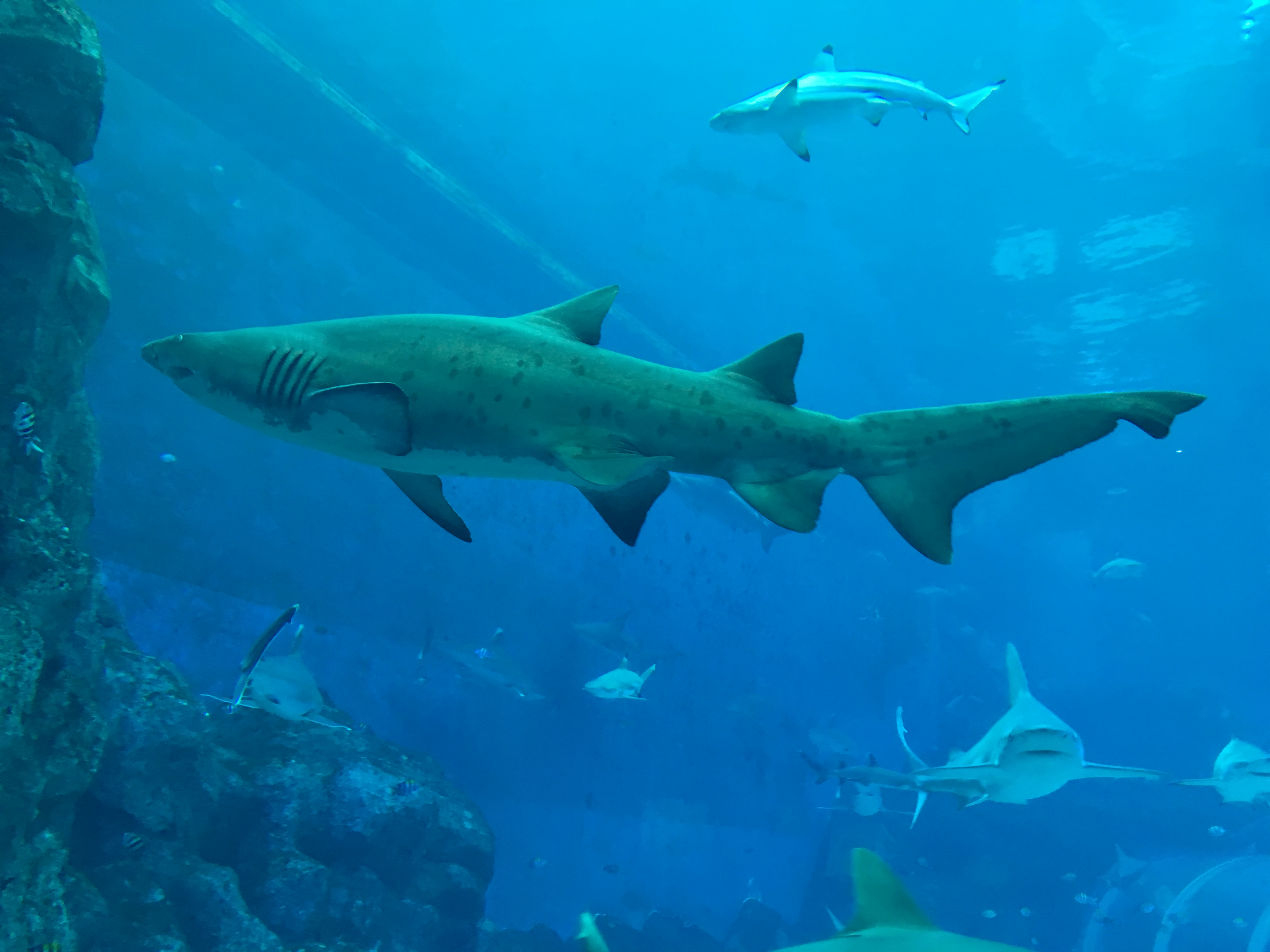
Zandtijgerhaai.